# Dieter Welzel

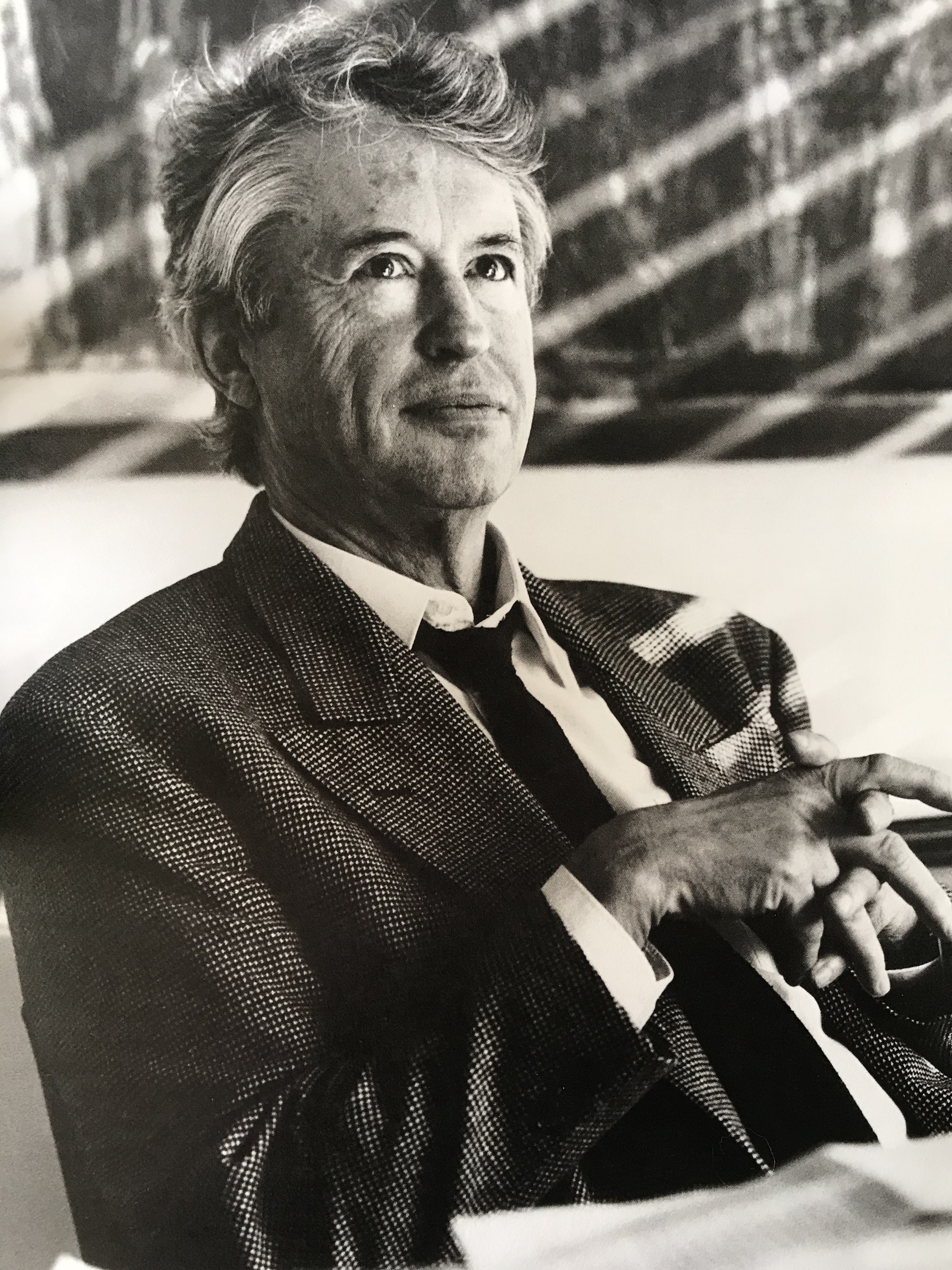
Dieter Welzel (1996)

Dieter Welzel (* 3. März 1929 in Eschwege; † 7. März 2019 in Braunschweig) war ein deutscher Maler, Werk- und Kunstpädagoge. Er war von 1989 bis 1996 Präsident der Hochschule für Bildende Künste Braunschweig (HBK).

## Leben und Wirken
Dieter Welzel studierte Werk- und Kunstpädagogik sowie Geschichte an der Staatlichen Hochschule für Bildende Künste Kassel und an der Universität Göttingen (1949 bis 1953) und legte das 1. und 2. Staatsexamen für das Lehramt an Höheren Schulen ab. Anschließend absolvierte er von 1955 bis 1968 den Schuldienst, zuletzt als Oberstudienrat und Fachberater. Von 1968 bis 1996 war er Professor für Fachdidaktik Werken an der HBK Braunschweig. Parallel war er von 1983 bis 1987 sowie von 1989 bis 1993 Rektor, nachdem er von 1978 bis 1983 Prorektor gewesen war. Zudem war er von 1993 bis 1996 Präsident der Hochschule für Bildende Künste Braunschweig. In der zehnjährigen Amtszeit Dieter Welzels gab es Strukturbildung nach innen und Expansion nach außen sowie die Einführung des Promotions- und Habilitationsrechts. In seine Amtszeit fiel 1984 der Umbau des Hauptgebäudes mit dem Neubau und der Mensa. 1990 erfolgte die Erweiterung mit einem Ateliergebäude für die freie Kunst und 1994 mit einem Ateliergebäude für die Bildhauerei sowie Künstlerateliers und Institutsgebäude auf dem ARTmax. Seit Beginn der 1990er Jahre wurde die Vision eines Zentrums für Kunst, Medien und Design von Dieter Welzel entworfen. Die Vermittlung zwischen Kunst, Design und Wissenschaft war für ihn ein primäres Anliegen, aus dem sich vielfältige Kooperationen innerhalb und außerhalb der Hochschule entwickelten. Es bildete sich ein differenziertes Studienangebot heraus und es entstand die Leitidee der Interdisziplinarität. Er setzte sich für den Neubau der Bibliothek ein und dafür, dass der Originalentwurf des mexikanischen Architekten Ricardo Legorreta mit dem mexikanischen Pavillon auf der Expo 2000 umgesetzt wurde. Persönlichkeiten wie u. a. Marina Abramović, John M. Armleder, Hermann Albert oder Norbert Tadeusz wurden berufen.
Dieter Welzel starb vier Tage nach Vollendung seines 90. Lebensjahres in Braunschweig.

## Ehrungen
1996 erhielt Welzel für seine Verdienste als Rektor und Präsident der Hochschule für Bildende Künste Braunschweig die Bürgermedaille der Stadt Braunschweig. Anlässlich seines 80. Geburtstages wurde er am 3. März 2009 mit einem Empfang der Stadt Braunschweig im Staatstheater geehrt, zu der die damalige Präsidentin der HBK Braunschweig, Barbara Straka, die Festrede hielt.

## Veröffentlichungen
- mit Ruth Klüger, Gijs van Tuyl, Martin Zenck, Roland Simon-Schaefer, Christian Schröer (Hrsg.): Vom Eigensinn der Kunst: Bamberger Hegelwoche 2004 (= Bamberger Hegelwoche). Otto-Friedrich-Universität Bamberg, Bamberg 2011.
- Reden, Herausgeber: HBK Braunschweig, 1996.